# Янник Щепаняк
Янник Щепаняк (фр. Yannick Szczepaniak; нар. 29 січня 1980, Сарргемін, департамент Мозель, регіон Лотарингія) — французький борець греко-римського стилю, бронзовий призер Кубку світу, бронзовий призер Олімпійських ігор.

## Біографія
Боротьбою почав займатися з 1988 року. Срібний призер чемпіонату Європи 2000 року серед юніорів. На юніорському чемпіонаті світу того ж року посів четверте місце. Виступав за борцівський клуб ASSO з Сарргеміна. Дванадцятиразовий чемпіон Франції з греко-римської боротьби у період з 1998 по 2014 рік.
Після завершення активних виступів на борцівському килимі перейшов на тренерську роботу. Тренер молодіжної збірної Франції з греко-римської боротьби.

## Спортивні результати на міжнародних змаганнях

### Виступи на Олімпіадах
| Змагання                    | Збірна  | Вагова категорія                  | Місце  |
| --------------------------- | ------- | --------------------------------- | ------ |
| Літні Олімпійські ігри 2004 | Франція | греко-римська боротьба, до 120 кг | 6      |
| Літні Олімпійські ігри 2008 | Франція | греко-римська боротьба, до 120 кг | Бронза |

17 листопада 2016 року Хасан Бароєв з Росії позбавлений срібної медалі у ваговій категорії до 120 кг після виявлення заборонених препаратів в повторному аналізі його допінг-проби, взятої на літніх Олімпійських іграх 2008 року в Пекіні. Його медаль перейшла до Міндаугаса Мізгайтіса з Литви, який посів третє місце. Бронзова нагорода Мізгайтіса перейшла до Янника Щепаняка, який поступився Бароєву в півфіналі пекінської Олімпіади.

### Виступи на Чемпіонатах світу
| Змагання                        | Збірна  | Вагова категорія                  | Місце |
| ------------------------------- | ------- | --------------------------------- | ----- |
| Чемпіонат світу з боротьби 2003 | Франція | греко-римська боротьба, до 120 кг | 8     |
| Чемпіонат світу з боротьби 2007 | Франція | греко-римська боротьба, до 120 кг | 5     |
| Чемпіонат світу з боротьби 2010 | Франція | греко-римська боротьба, до 120 кг | 24    |
| Чемпіонат світу з боротьби 2011 | Франція | греко-римська боротьба, до 120 кг | 22    |

### Виступи на Чемпіонатах Європи
| Змагання                         | Збірна  | Вагова категорія                  | Місце |
| -------------------------------- | ------- | --------------------------------- | ----- |
| Чемпіонат Європи з боротьби 2003 | Франція | греко-римська боротьба, до 120 кг | 14    |
| Чемпіонат Європи з боротьби 2004 | Франція | греко-римська боротьба, до 120 кг | 9     |
| Чемпіонат Європи з боротьби 2005 | Франція | греко-римська боротьба, до 120 кг | 14    |
| Чемпіонат Європи з боротьби 2006 | Франція | греко-римська боротьба, до 120 кг | 10    |
| Чемпіонат Європи з боротьби 2007 | Франція | греко-римська боротьба, до 120 кг | 15    |
| Чемпіонат Європи з боротьби 2008 | Франція | греко-римська боротьба, до 120 кг | 5     |
| Чемпіонат Європи з боротьби 2009 | Франція | греко-римська боротьба, до 120 кг | 14    |
| Чемпіонат Європи з боротьби 2011 | Франція | греко-римська боротьба, до 120 кг | 18    |

### Виступи на Середземноморських іграх
| Змагання                    | Збірна  | Вагова категорія                  | Місце |
| --------------------------- | ------- | --------------------------------- | ----- |
| Середземноморські ігри 2005 | Франція | греко-римська боротьба, до 120 кг | 5     |

### Виступи на Кубках світу
| Змагання                    | Збірна  | Вагова категорія                  | Місце  |
| --------------------------- | ------- | --------------------------------- | ------ |
| Кубок світу з боротьби 2001 | Франція | греко-римська боротьба, до 130 кг | 6      |
| Кубок світу з боротьби 2009 | Франція | греко-римська боротьба, до 120 кг | Бронза |

### Виступи на інших змаганнях
| Змагання                                                        | Збірна  | Вагова категорія                  | Місце  |
| --------------------------------------------------------------- | ------- | --------------------------------- | ------ |
| Гран-прі Німеччини з боротьби 2007                              | Франція | греко-римська боротьба, до 120 кг | 12     |
| Турнір Дана Колова — Николи Петрова 2007                        | Франція | греко-римська боротьба, до 120 кг | Срібло |
| Гран-прі Німеччини з боротьби 2008                              | Франція | греко-римська боротьба, до 120 кг | 7      |
| Турнір Дана Колова — Николи Петрова 2008                        | Франція | греко-римська боротьба, до 120 кг | Бронза |
| Міжнародний турнір «Cristo Lutte» 2009                          | Франція | греко-римська боротьба, до 120 кг | Срібло |
| Міжнародний турнір «Cristo Lutte» 2010                          | Франція | греко-римська боротьба, до 120 кг | Бронза |
| Міжнародний турнір «Cristo Lutte» 2011                          | Франція | греко-римська боротьба, до 120 кг | Золото |
| Кубок Гранми з боротьби 2011                                    | Франція | греко-римська боротьба, до 120 кг | Бронза |
| Кубок Владислава Пітласинські 2011                              | Франція | греко-римська боротьба, до 120 кг | 16     |
| Henri Deglane Challenge 2011                                    | Франція | греко-римська боротьба, до 120 кг | Срібло |
| Тестовий турнір FILA 2011                                       | Франція | греко-римська боротьба, до 120 кг | 10     |
| Турнір Дана Колова — Николи Петрова 2012                        | Франція | греко-римська боротьба, до 120 кг | 12     |
| Олімпійський кваліфікаційний турнір з боротьби 2012 (Софія)     | Франція | греко-римська боротьба, до 120 кг | 15     |
| Олімпійський кваліфікаційний турнір з боротьби 2012 (Тайюань)   | Франція | греко-римська боротьба, до 120 кг | 13     |
| Олімпійський кваліфікаційний турнір з боротьби 2012 (Гельсінкі) | Франція | греко-римська боротьба, до 120 кг | 11     |
| Henri Deglane Challenge 2012                                    | Франція | греко-римська боротьба, до 120 кг | Срібло |
| Золотий Гран-прі з боротьби 2014 (Париж)                        | Франція | греко-римська боротьба, до 130 кг | Бронза |

### Виступи на змаганнях молодших вікових груп
| Змагання                                       | Збірна  | Вагова категорія                 | Місце  |
| ---------------------------------------------- | ------- | -------------------------------- | ------ |
| Чемпіонат світу з боротьби серед юніорів 1997  | Франція | греко-римська боротьба, до 90 кг | 18     |
| Чемпіонат світу з боротьби серед юніорів 1998  | Франція | греко-римська боротьба, до 90 кг | 18     |
| Чемпіонат світу з боротьби серед юніорів 1999  | Франція | греко-римська боротьба, до 97 кг | 25     |
| Чемпіонат Європи з боротьби серед юніорів 2000 | Франція | греко-римська боротьба, до 97 кг | Срібло |
| Чемпіонат світу з боротьби серед юніорів 2000  | Франція | греко-римська боротьба, до 97 кг | 4      |